# Einer flog über das Kuckucksnest (Film)
Einer flog über das Kuckucksnest (englischer Originaltitel One Flew Over the Cuckoo’s Nest) ist ein US-amerikanischer Film von Miloš Forman aus dem Jahr 1975, der in einer geschlossenen psychiatrischen Anstalt spielt und davon handelt, wie ein Neuankömmling (Jack Nicholson) die dort herrschende repressive Ordnung in Frage stellt, wodurch sie letztlich aus den Fugen gerät.
Die auf Ken Keseys gleichnamigem Roman basierende Tragikomödie war einer der größten Erfolge in der US-amerikanischen Filmgeschichte. Bei der Oscarverleihung 1976 gewann er alle fünf Hauptpreise, die Big Five, in den Kategorien Bester Film, Beste Regie, Bestes (adaptiertes) Drehbuch, Bester Hauptdarsteller und Beste Hauptdarstellerin. Gleiches gelang bisher nur zwei anderen Filmen.
1993 wurde Einer flog über das Kuckucksnest durch die Kongressbibliothek in den Bestand der National Film Registry aufgenommen, in den „kulturell, historisch oder ästhetisch bedeutende“ und daher besonders erhaltenswerte US-amerikanische Filme Eingang finden.

## Handlung
Der wegen Gewalt- und Sexualdelikten straffällig gewordene 38-jährige Häftling Randle McMurphy hat eine psychiatrische Erkrankung vorgetäuscht, um der harten Zwangsarbeit im Gefängnis zu entgehen, und wird zur Überprüfung seines Geisteszustandes in eine Nervenheilanstalt verlegt.
Er kommt auf eine von der repressiven Oberschwester Ratched in „eisiger Herrschaft“ geführte geschlossene Männerstation, wo er einer von 18 Insassen ist. McMurphy nimmt als neunter Teilnehmer an den ebenfalls von Ratched geleiteten Gruppensitzungen teil, in denen sie zunächst einen Lebensaspekt eines Patienten als Problem zur Diskussion stellt und dann reihum nach Antworten bohrt, bis die Gefragten nicht mehr weiterwissen oder durch Sticheleien gegeneinander aufgebracht werden. Bald wird klar, dass es in diesen Gruppensitzungen keineswegs um konstruktive Therapie oder Problemlösung geht, sondern um die Festigung von Blockaden, Abhängigkeitsstrukturen und Ängsten, womit Ratched ihre Macht über die Gruppe festigt und die einzelnen Patienten in ein Abhängigkeitsverhältnis zu ihr bringt.
Der selbstbewusste, extrovertierte McMurphy stört vom ersten Moment an durch nonkonformes Verhalten. Er weigert sich als einziger, die verordneten Medikamente einzunehmen, und animiert seine Mitinsassen zu Aktivitäten, die er selbst liebt – Basketball, Kartenspiele, Wetten. Als er am Versuch scheitert, einen schweren marmornen Hydrotherapietisch vom Boden abzureißen, mit dem er einen Weg nach draußen schlagen will, um in einer Bar die Baseballendspiele sehen zu können, betont er, er habe es wenigstens versucht. Seine Halsstarrigkeit beeindruckt die anderen: den naiv-ehrlichen, von Wutanfällen heimgesuchten Charlie Cheswick, den komplexbeladenen Stotterer Billy Bibbit und den baumlangen, als taubstumm geltenden Indianer „Häuptling“ Bromden. Der sich stets abseits haltende, schwerfällig wirkende Bromden solidarisiert sich erstmals mit McMurphy bei dessen zweitem Anlauf, die Fernseherlaubnis für die Baseballendspiele per Mehrheitsvotum durchzusetzen. Ratched schmettert auch diesen Versuch ab, und McMurphy kontert mit einer improvisierten Phantasiereportage, die die anderen zu Begeisterungsstürmen mitreißt, als würden sie das Spiel tatsächlich sehen. Später entführt er die gelegentlichen „Ausflügler“ unter ihnen mit einem Trick zu einem Abenteuer, indem er erst ihren Bus und dann ein fremdes Schiff kapert, um nach einem halben Tag gemeinsamen Hochseeangelns mit kapitaler Beute heimzukehren.
McMurphys widerborstiges Naturell untergräbt Ratcheds Autorität, die Spannung zwischen den beiden wird immer bedrohlicher. Als Cheswick in einer Trotzattacke die Herausgabe seiner konfiszierten Zigaretten verlangt und Ratched dies verweigert, holt sie McMurphy ihm schließlich mit Gewalt. Das artet in eine Schlägerei mit den Pflegern aus, in die auch Bromden eingreift. Ratched – die kurz zuvor gegenüber den Ärzten dafür votiert hatte, McMurphy auf der Station zu behalten – ordnet für die drei Delinquenten Elektroschocks an. In einer der nächsten Gruppensitzungen erfährt McMurphy fassungslos, dass die meisten seiner Mitpatienten freiwillig auf der Station sind, während er zu den wenigen gehört, die auf unbestimmte Zeit dort festgehalten werden können. Er plant eine Flucht mit „Chief“ Bromden, der ihm anvertraut hat, seine Taubstummheit nur zu simulieren: Er schmuggelt zwei Freundinnen, Candy und Rose, mit reichlich Alkohol in die Station, um während der Party zu verschwinden. Als der junge Billy Gefallen an Candy findet, drängt McMurphy ihn dazu, sofort mit ihr ins Bett zu gehen, was die geplante Flucht letztlich verhindert, da sie während des Wartens alkoholisiert einschlafen.
Am nächsten Morgen findet Ratched die Station verwüstet vor, und die meisten Patienten schlafend auf dem Boden, unter ihnen McMurphy und Bromden. Zuletzt entdeckt sie Billy im Bett mit Candy. Als sie ihn vor allen zur Rede stellt, antwortet er zunächst ohne Stottern, das aber in dem Moment wieder einsetzt, in dem sie ihm ankündigt, seine Mutter über das Vorgefallene in Kenntnis zu setzen. Wenige Minuten später findet man ihn tot in einer Blutlache; er hat sich mit einer Scherbe die Kehle durchgeschnitten. Ratched treibt die hinzugeströmten Insassen aus dem Raum und sagt, dass es das beste sei, mit dem normalen Tagesablauf weiterzumachen („The best thing we can do is go on with our daily routine“). Das löst in McMurphy einen Wutanfall aus, in dem er Ratched zu erwürgen versucht, bis er von einem Pfleger niedergeschlagen und dann fortgeschafft wird. Tage später bringt man ihn, nur bemerkt von „Chief“ Bromden, mitten in der Nacht auf die Station zurück. Er ist nicht mehr ansprechbar, auf seiner Stirn sind vernähte Schnitte einer Lobotomie zu erkennen. Um ihm weiteres Leid zu ersparen, erstickt ihn Bromden mit einem Kissen, dann reißt er den schweren Hydrotherapietisch aus dem Boden, wirft ihn durch eines der vergitterten Fenster und entschwindet in die Nacht.

## Titel und Bedeutung
Der Titel basiert auf einem englischen Kinderreim:
Vintery, mintery, cutery, corn,

Apple seed and apple thorn;

Wire, briar, limber lock,

Three geese in a flock.

One flew east,

And one flew west,

And one flew over the cuckoo’s nest.
Der Witz des Abzählreims besteht darin, dass Gänse (geese) in einem Schwarm (flock) nicht in verschiedene Richtungen (east, west) fliegen können, und dass der Kuckuck kein Nest baut.
Da „cuckoo“ in US-amerikanischer Umgangssprache „verrückt“ bedeutet, liegt es nahe, „cuckoo’s nest“ mit der Nervenheilanstalt zu assoziieren. „Einer“ kann man auf den Protagonisten beziehen, und den Titel als Ganzes auf dessen Illusion, aus freien Stücken gekommen zu sein und als freier Mann wieder gehen zu können. Formans Werk ist eine Anklage gegen die Bevormundung von Schwächeren und Nonkonformisten. Es stellt unter anderem die Frage, wer das Recht hat, über andere Menschen zu bestimmen und sie in Gruppen einzuteilen. Der Zuschauer ist aufgefordert, aus seiner freiwilligen Gefangenschaft zu fliehen und ein freies Leben zu wagen.

„Wir schaffen Institutionen, Regierungen und Schulen, um uns im Leben zu helfen, doch jede Institution entwickelt nach einer Weile die Tendenz, sich nicht mehr so zu verhalten, als sollte sie uns dienen, sondern als sollten wir ihr dienen. Das ist der Moment, wenn das Individuum mit ihnen in Konflikt gerät.“

„Der Film ermutigte viele psychisch Kranke zu einem Outing, denn er zeigte sie als menschliche Wesen.“

„Es geht in dem Film nicht um Geisteskrankheit. Es geht um einen freien Geist in einem geschlossenen System. Oberschwester Ratched […] ist die Übermutter in Extremform, und McMurphy ist der Huck Finn, der aus ihrer Version der Zivilisation ausbrechen will.“

„Vom Augenblick unsrer Geburt an wird dafür gesorgt, dass wir Teil eines Systems werden. Doch wozu sind wir denn auf dieser Welt, wenn nicht, um uns selbst zu erfinden? Und McMurphy in seiner Kriminalität, seiner Verrücktheit und seiner Besessenheit begreift das besser als alle anderen.“

## Entstehung
Kirk Douglas und sein Sohn Michael waren diejenigen, die die ersten und entscheidenden Weichen für die Verfilmung von Ken Keseys Einer flog über das Kuckucksnest stellten. Im Besitz einer Druckfahne, gehörte Kirk zu den ersten Lesern und Bewunderern des Romans, erwarb die Theater- und Filmrechte und brachte die Bühnenfassung auf den Weg, in deren erster Inszenierung er 1963/64 selbst die Hauptrolle spielte. Bei einem Aufenthalt in Prag traf er dann den jungen tschechischen Regisseur Miloš Forman, bot ihm den Stoff für eine Verfilmung an und versprach, ihm das Buch zu schicken. Danach hörten beide zehn Jahre lang nichts mehr voneinander. Bei ihrer Wiederbegegnung machten sie sich Vorwürfe: Forman beschwerte sich über Douglas’ Vergesslichkeit, und dieser wiederum beklagte Formans Unhöflichkeit. Beides beruhte auf einem Missverständnis: Das Buch war von den tschechischen Behörden konfisziert worden.
In der Zwischenzeit hatte Kirk Douglas die Filmrechte an seinen Sohn abgetreten. Michael Douglas stieg selbst als Produzent ein, obwohl noch ebenso unerfahren wie Saul Zaentz, den er als Partner gewann. Dass beide sich dann für Forman entschieden, hatte mehrere Gründe. Der tschechische Emigrant wider Willen war (noch) kein Starregisseur und schonte daher ihr knapp bemessenes Budget; anders als die Kandidaten vor ihm spielte er mit offenen Karten und äußerte Vorstellungen über den Film, die ihr Interesse weckten. Er habe, so Forman später, einen Film vor Augen gehabt, der für ihn insofern „tschechisch“ war, als er eine Gesellschaft beschrieb, in der er 20 Jahre gelebt hatte, mit Menschen, von denen er wusste, wie sie sich fühlten.
Das erste Drehbuch, verfasst von Lawrence Hauben, war aus Saul Zaentz' Sicht wenig brauchbar, weil zu eng an die Romanvorlage angelehnt. Das zweite Angebot ging an den Autor des Romans persönlich, Ken Kesey, führte künstlerisch nicht weiter und stattdessen in einen „langwierigen, schmerzvollen“ Streit um Geld. Erfolg hatte das Produzentenduo erst mit dem Engagement von Bo Goldman, der als Drehbuchschreiber noch keinerlei Meriten vorweisen konnte, aber mit Forman auf Anhieb harmonierte. Beide gingen in täglichen Meetings das vorhandene Skript Szene für Szene durch und entwickelten so gemeinsam die Fassung, die dann auch beim Dreh zum Einsatz kam. Goldman tat sich lange schwer mit Bromdens letztem Satz, der ja zugleich der Schlusssatz des Films sein sollte. Sein „Oh, no“ angesichts von McMurphys Narben war ihm zu melodramatisch. Als ihm dann „Let's go“ (Lass uns gehen) einfiel, stimmte Forman sofort zu. Es sei die beste Zeile, die er je geschrieben habe, so Goldman später, und fasse die ganze Geschichte noch einmal zusammen.

### Besetzung und Synchronisation
| Figur               | Darsteller        | Deutscher Sprecher |
| ------------------- | ----------------- | ------------------ |
| R. P. McMurphy      | Jack Nicholson    | Manfred Schott     |
| Mildred Ratched     | Louise Fletcher   | Judy Winter        |
| Billy Bibbit        | Brad Dourif       | Horst Sachtleben   |
| Chief Bromden       | Will Sampson      | Kurt E. Ludwig     |
| Harding             | William Redfield  | Paul Bürks         |
| Taber               | Christopher Lloyd | Hartmut Neugebauer |
| Charlie Cheswick    | Sydney Lassick    | Donald Arthur      |
| Martini             | Danny DeVito      | Mogens von Gadow   |
| Jim Sefelt          | William Duell     | Erich Ludwig       |
| Dr. John Spivey     | Dean R. Brooks    | Harald Leipnitz    |
| Aufseher Warren     | Mwako Cumbuka     | Michael Gahr       |
| Aufseher Washington | Nathan George     | Fred Klaus         |
| Orderly Turkle      | Scatman Crothers  | Herbert Weicker    |
| Oberaufseherin      | Kay Lee           | Alice Franz        |
| Colonel Matterson   | Peter Brocco      | Bruno W. Pantel    |

Den Findungsprozess für ihren Hauptdarsteller rekonstruieren Regisseur und Produzent nicht ganz übereinstimmend. Michael Douglas meint, sie hätten sich zuerst, ohne Erfolg, um Gene Hackman und Marlon Brando bemüht, wobei Formans Favorit ohnehin ein Dritter, Burt Reynolds, gewesen wäre. Forman erinnert sich anders: Erste Wahl sei für ihn zu keiner Zeit ein anderer gewesen als der von Hal Ashby, einem der früheren Regie-Kandidaten, empfohlene Jack Nicholson; und nur weil der für ein halbes Jahr anderweitig gebunden war, habe auch er andere Lösungen erwogen.
Was die weibliche Hauptrolle betrifft, war man zunächst überzeugt, Oberschwester Ratched müsse von einer Darstellerin gespielt werden, die das „personifizierte Böse“ glaubhaft verkörpere. Entsprechende Angebote ließ man mehreren namhaften Schauspielerinnen zukommen, darunter Anne Bancroft, Geraldine Page und Angela Lansbury. Alle sagten ab. Als Forman dann auf Louise Fletcher aufmerksam wurde, begann sich das Bild, das ihm von McMurphys Antagonistin vorschwebte, zu wandeln. Dramaturgisch stärker schien ihm jetzt ein Image, das sie nur als „Instrument des Bösen“ zeigt, als jemand, der persönlich glaubt, den Patienten zu helfen, ihnen Gutes zu tun. Allerdings brauchte Forman ein halbes Jahr und ein halbes Dutzend Castingtermine, bevor er von Fletchers Eignung überzeugt war und sie unter Vertrag nahm – eine Woche vor Drehbeginn.
Bezüglich der Nebenrollen hatte Forman ein klares Konzept, das er auch weitgehend umsetzte: Es sollten „völlig unbekannte Gesichter“ sein, die dem Zuschauer begegnen, damit dieser, ähnlich wie McMurphy/Nicholson, deutlich das Gefühl habe, in eine ihm fremde Welt hineinzugeraten. So brachte Einer flog über das Kuckucksnest einige Debütanten hervor, wie zum Beispiel Christopher Lloyd. Manche seiner Schauspieler castete Forman, indem er mit ihnen Gruppentherapiesitzungen durchspielte, in denen er selbst den Part der Oberschwester übernahm.
Für eine Rolle erwies es sich allerdings als schwierig, auch nur einen potenziellen Kandidaten aufzuspüren: „Chief“ Bromden. In seinem Fall wollte Forman, der ansonsten sehr frei mit der Romanvorlage umging, Ken Kesey werkstreu folgen und einen sehr großen Indianer ausfindig machen. Da solche „Ausmaße“ unter den Ureinwohnern Nordamerikas äußerst selten sind, bedurfte es guter Verbindungen und aufmerksamer Helfer, Geduld und Glück, bis schließlich der Gesuchte bei einem Gebrauchtwagenhändler ins „Netz“ ging. Die Faszination, die die imposante Erscheinung des 2,01 m großen Rangers Will Sampson auslöste, wird in Formans Erinnerung ähnlich lebendig wie in der entsprechenden Filmszene, in der McMurphy „Chief“ Bromden erstmals gegenübersteht.
Die deutsche Synchronbearbeitung entstand 1976 bei der Ultra-Film Synchron in München unter der Dialogregie von Werner Uschkurat.

### Drehorte
Formans Konzept sah vor, seine Schauspieler ein authentisches Umfeld erleben und anschließend auch darin spielen zu lassen. Daher entschied man sich gegen ein künstliches Setting im Studio und für die Suche nach einer geeigneten psychiatrischen Klinik. Bei der fünften, dem Oregon State Hospital, wurde man fündig. Es war nicht nur die erste Einrichtung, in der man das Buch gelesen hatte, sondern bot auch die besten Bedingungen. Man erlaubte der Filmcrew unbegrenzten Zutritt und verlangte eine Benutzungsgebühr von lediglich 250 US-Dollar pro Tag. Zu verdanken war dies in erster Linie dem äußerst aufgeschlossenen Direktor der Einrichtung, Dean R. Brooks. Sein Vorschlag, Patienten der Klinik als Statisten und Helfer in die Filmarbeit einzubeziehen, wurde ebenso realisiert wie Formans Idee, Brooks selbst die Rolle des Arztes Dr. Spivey spielen zu lassen.

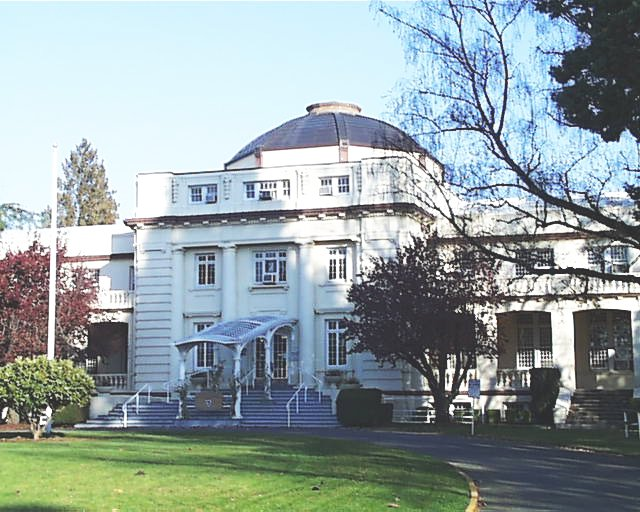
Das „Dome Building“ (1912) des Oregon State Hospital, in dem McMurphy empfangen wird.
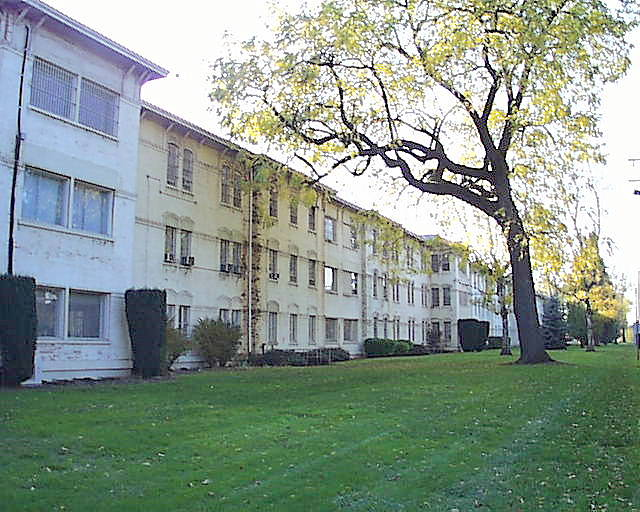
Klinikgebäude, worin der Großteil der Filmaufnahmen entstand (2009 abgerissen).
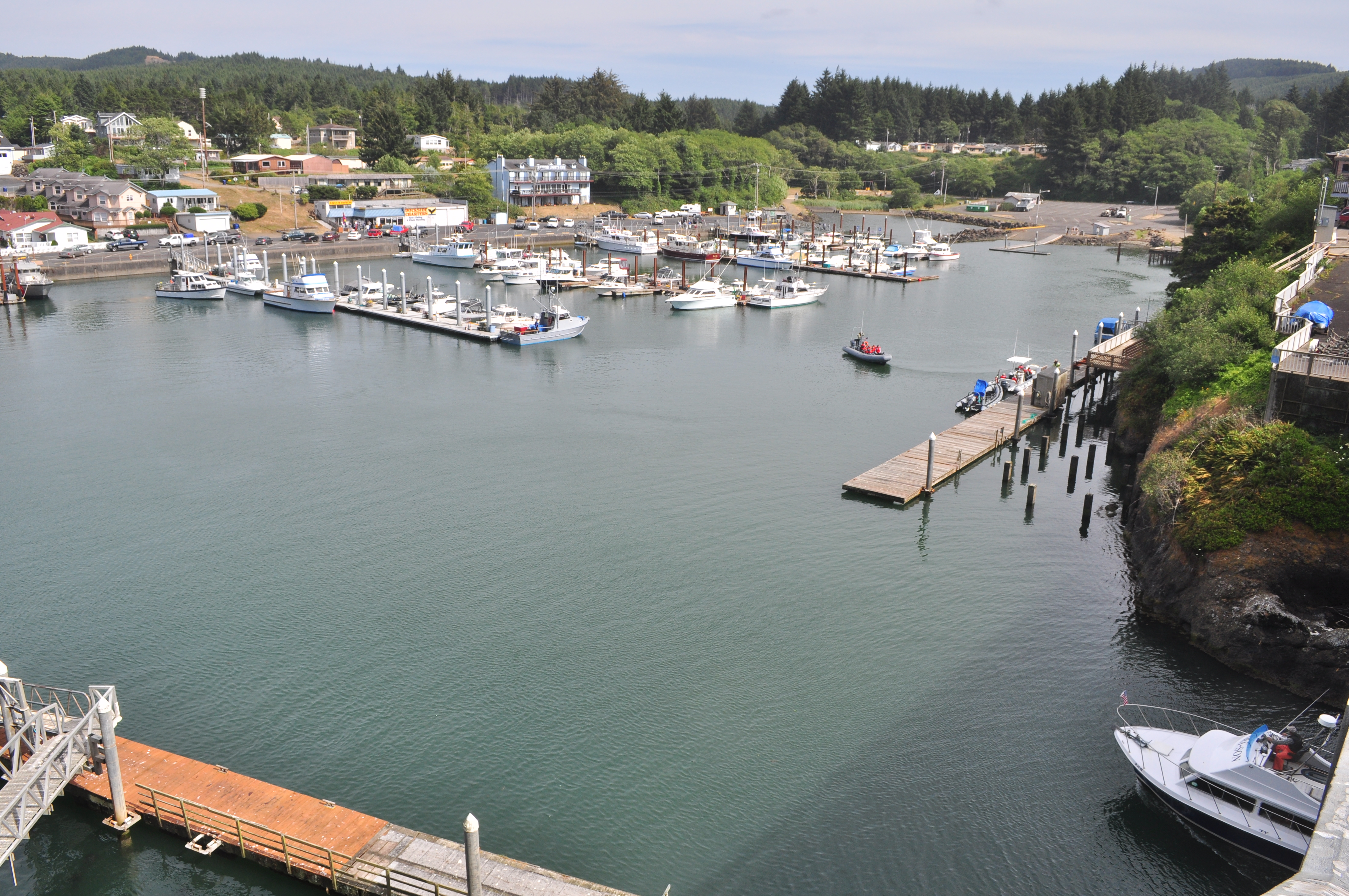
Depoe Bay, Oregon: Der kleine Hafen, von dem aus der Schiffsausflug startet.

### Dreharbeiten
Dass man mit Rücksicht auf Jack Nicholson entschieden hatte, die Dreharbeiten erst im Januar 1975 beginnen zu lassen, erwies sich aus Michael Douglas’ Sicht im Nachhinein als doppelter Vorteil. Man hatte dadurch ein halbes Jahr mehr Zeit für das Casting, und man filmte in der dunklen und kalten Jahreszeit, was man aus pragmatischen Gründen eher vermieden hätte, aber die Atmosphäre des Films noch besser zur Geltung brachte.
„Natural“ und „real“ waren die beiden Worte, die die am Dreh Beteiligten von ihrem Regisseur wieder und wieder hörten, als Frage („Is it natural?“), Kritik („That’s not natural“) oder Forderung („It must be real“). Was Forman ablehnte, war Künstlichkeit, was er wollte, war, dass seine Schauspieler in ihren Rollen so „natürlich“ und „wirklichkeitsnah“ wie möglich agierten. Um sie dahin zu bringen, hatte er eine Art Masterplan entworfen.
Er selbst bezog einen Monat vor Drehbeginn Quartier in der Klinik; sein Ensemble bestellte er eine Woche früher ein – für den 4. Januar 1975. In dieser Woche verbrachten die Darsteller den Tag zur einen Hälfte mit Proben, zur anderen auf ihrer Station, damit sie ein Gefühl dafür entwickelten, was es bedeutete, eingeschlossen zu sein. Nach drei Tagen stellte man ihnen allerlei Gegenstände für den persönlichen Gebrauch zur Verfügung; jeder nahm sich von zwei großen Tischen, was er mochte. Um schließlich auch noch ihr persönliches „Krankheitsprofil“ zu schärfen, „diagnostizierte“ Dr. Brooks bei jedem ein zu ihm passendes, mögliches Leiden und paarte ihn mit einem echten Patienten, sodass beide dann Teile des klinischen Alltags und Programms, zum Beispiel die Gruppentherapie, gemeinsam durchliefen.
Die Schauspieler gewöhnten sich so gut ein, dass sie bald schon in ihren Rollen blieben, auch in den Drehpausen, manche sogar rund um die Uhr. Allerdings wussten sie selbst nicht immer, wann gerade pausiert, wann geprobt und wann gedreht wurde. Stets auf der Jagd nach den „echten“ und „natürlichen“ Momenten, ließ Forman gern die Kameras länger laufen und die Akteure darüber im Unklaren. Von deren Seite wird jedoch mehrfach bezeugt, dass gerade dieses Nichtwissen auf Dauer entspannend wirkte und so indirekt zu der „Natürlichkeit“ führte, die ihr Regisseur sich wünschte. Vincent Schiavelli brachte ihre Eingewöhnung so auf den Punkt: „Worum es ging, war, der zu sein, der man wäre, wenn man verrückt wäre.“
Louise Fletcher lobt Forman nachdrücklich dafür, dass er bei den Gruppentherapiesitzungen mit mehreren Kameras arbeiten ließ und dadurch viel Unkalkulierbares einfangen konnte, darunter ihren „Lieblingsmoment“, ihr sichtliches Erröten, als Nicholson sie überraschend intim mit „Mildred“ anspricht (diesen weder im Roman noch im Drehbuch existenten Vornamen hatte sie sich selbst ausgedacht und nur ihm verraten). – Was Forman hingegen verweigert haben soll, war, mit ihr die Interpretation ihrer Figur zu diskutieren. Sie habe sich selbst damit auseinandersetzen müssen und beschlossen, Oberschwester Ratched nicht als „Monstrum“ darzustellen, sondern als menschlich und glaubwürdig, wenngleich durch zu viel Machtfülle korrumpiert.
Dass Forman seinem Ensemble den filmischen Ertrag des Tages vorenthielt, sorgte zeitweise für Unruhe, die sich erst legte, nachdem wenigstens Nicholson Einblick nehmen durfte. Formans Lob für ihn als klugen Schauspieler, der wisse, dass ein besseres Ensemble auch ihn selbst besser mache, ist möglicherweise eine Anspielung darauf, dass Nicholson eine Zeitlang mit einer kleinen Truppe heimlich geprobt haben soll, weil er mit der Regie unzufrieden war. Auch soll er mit Forman bisweilen nur indirekt kommuniziert haben, über den Kameramann Haskell Wexler. Da dieser selbst Öl ins Feuer goss und Formans Autorität in Frage stellte, sah sich Michael Douglas gezwungen einzugreifen. Er entließ Wexler und engagierte Bill Butler, der ab der Szene der „Partynacht“ übernahm, dann aber anderweitigen Verpflichtungen nachgehen musste, sodass der Schiffsausflug – als letzte und einzige nicht sequenziell gedrehte Szene – von einem dritten Kameramann, William A. Fraker, ins Bild gesetzt wurde.
Forman gab seinen Widerstand gegen die Schiffsepisode nur zögernd auf; er befürchtete, sie könne dem eigentlichen Ausbruch am Schluss zu viel an befreiender Wirkung nehmen. Dass man eine Woche brauchte, sie zu filmen, lag daran, dass – mit Ausnahme von Nicholson – alle von der ersten Ausfahrt seekrank zurückkehrten und manche sich erst Tage später erholt hatten. Insgesamt dauerten die Dreharbeiten rund drei Monate und verbrauchten 4,4 Millionen US-Dollar; veranschlagt waren 2 Millionen. Saul Zaentz kam für die Differenz auf, indem er bei seiner Produktionsfirma, Fantasy Records, eine Anleihe aufnahm.

### Filmmusik
Das im Vor- und Abspann erklingende musikalische Thema, ungewöhnlich instrumentiert mit einer Singenden Säge und Weingläsern, ist angelehnt an den Song Release Me (Lass[t] mich frei). „Der ausgefallene Charakter des Films schließt auch die Musik ein“, urteilt der Rezensent Steven McDonald über die Arbeit des Filmmusikkomponisten Jack Nitzsche, „und verleiht ihr zeitweise eine stark beunruhigende Wirkung – selbst wenn sie relativ normal zu sein scheint. Die Filmmusik neigt dazu, immer ein bisschen schräg zu sein, und manchmal kippt sie vollkommen ab in ihre eigene kleine Welt.“

## Vergleich mit dem Roman
Inspiriert zu seinem Roman Einer flog über das Kuckucksnest wurde Ken Kesey 1959 durch seine Arbeit als Nachtschicht-Aushilfe in der Psychiatrieabteilung am Veterans Hospital im kalifornischen Menlo Park, die er zu intensiven Gesprächen mit Patienten nutzte – mitunter auch unter dem Einfluss von psychotropen Substanzen (wie LSD), die er als freiwilliger Proband im Rahmen des CIA-Forschungsprogramms MKULTRA zu sich nahm.
Wichtige Unterschiede zwischen Roman und Film sind an die Figur des Indianerhäuptlings „Chief“ Bromden geknüpft, allen voran der, dass Kesey die Geschichte aus dessen Perspektive erzählt. Dass Bromden an paranoider Schizophrenie leidet, hat Einfluss auf den Stil des Romans. Ein Mehr an Information gegenüber dem Film erhält der Leser durch Bromdens aufschlussreiches Wissen über die Vorgeschichte der Station, insbesondere über das manipulative Verhalten der Oberschwester Ratched, die über diese diktatorisch gebietet.
Auch merkt McMurphy im Roman wesentlich früher, dass der Häuptling nicht taubstumm ist, behält es jedoch lange für sich. Weiterhin sind sich im Buch die Insassen ihrer Rolle als Gefangene sehr wohl bewusst und hassen Schwester Ratched zutiefst. McMurphy macht ihnen jedoch bewusst, wie sie von Ratched angestiftet werden, sich untereinander zu demütigen und zu entblößen. So wird im Roman ein ausgiebiges Denunziantentum geschildert.
Im Roman wird McMurphys Tod zuvor angedeutet. Eine seiner Tätowierungen ist ein Pokerblatt auf der Schulter: Asse und Achten – das Blatt, das Dead Man’s Hand genannt wird, da „Wild Bill“ Hickok, ein Revolverheld des Wilden Westens, es bei seiner Ermordung auf der Hand gehabt haben soll.
Eine Schlüsselszene des Romans ist in der Filmadaption nicht enthalten: der Suizid des Patienten Charlie Cheswick. Er ist einer der Ersten, die unter dem Einfluss McMurphys aufblühen. Die Enttäuschung über McMurphys Einordnung in das System, nachdem er erfahren hat, dass die meisten seiner Mitpatienten freiwillig dort therapiert werden, treibt Cheswick dazu, sich im Schwimmbecken zu ertränken. McMurphy resigniert im Buch zunehmend und setzt sich damit auch dem Unmut der Mitpatienten aus, die diesen versuchten Wandel zum Konformen nicht verstehen können. Im Film wirkt der Charakter bis zum Schluss ungebrochen, während er im Buch ein Bewusstsein für seine schwindenden Widerstandskräfte entwickelt.
Das Drehbuch, das Kesey später im Auftrag des Produzentenduos Douglas/Zaentz schrieb, fand nicht deren Beifall – hauptsächlich, weil er darauf bestand, es müsse aus der gleichen Perspektive erzählt werden wie sein Roman. Nach eigenen Aussagen lehnte Kesey dann Formans Film rundheraus ab, ohne ihn je gesehen zu haben. Nach einem Bericht des Telegraph soll er später beim Fernsehen zufällig auf eine Übertragung des Films gestoßen sein, die ihm zunächst gefiel, bis er den Film erkannte und sofort weiterschaltete.

## Trivia
Über die Lautsprecher wird während der „Medikamentenausgabe“ wiederholt dieselbe, beruhigende Musik gespielt. Es handelt sich dabei um Charmaine von Mantovani.
Als man eine Szene auf der Hochsicherheitsstation des Oregon State Hospital drehte, kam es zu einem Unfall. Einer der Kameraleute hatte vergessen, die Schutzvorrichtung für ein Fenster wieder zu schließen, worauf ein Patient nach draußen kletterte, drei Stockwerke tief fiel und eine schwere Schulterverletzung erlitt. Die regionale Presse nahm das eher von der humorvollen Seite auf; eine Zeitung setzte ihren Artikel auf der Titelseite unter die Überschrift „Einer flog aus dem Kuckucksnest“.
Einer der Patienten, der als Helfer bei den Dreharbeiten mitwirkte und zeitlebens Stotterer gewesen war, soll durch sein Engagement so stark angeregt worden sein, dass sich seine Krankheit dauerhaft verlor.
Die von Forman gewünschte Identifikation mit der Rolle nahm bei Sydney Lassick, dem Darsteller des Charlie Cheswick, ein Ausmaß an, das viele besorgte. Ärztlicherseits sicherte man zu, im Notfall mit geeigneten Medikamenten eingreifen zu können. Als man die Schlussszene zwischen Bromden und McMurphy aufnahm, trat eine solche Situation fast ein; emotional überwältigt, brach Lassick in Tränen aus und musste, da er sich nicht beruhigte, vom Set weggebracht werden.
Louise Fletcher, die Darstellerin der Oberschwester Ratched, räumte später in Interviews ein, eifersüchtig gewesen zu sein auf ihre Berufskollegen, die sich „austoben“ durften, während sie stets beherrscht und kontrolliert zu sein hatte. Sie war aber professionell genug, mit Rücksicht auf ihre Rolle die Distanz zum Ensemble eisern durchzuhalten, auch über die Stunden am Set hinaus, indem sie den Vergnügungen danach fernblieb und sich in die eigens für sie gemietete separate Wohnung zurückzog. Dennoch wollte sie nicht ohne ein persönliches Statement scheiden, folgte gegen Ende der Dreharbeiten einer spontanen Eingebung und ließ ein Foto machen, das sie, nur bekleidet mit McMurphys Boxershorts, in Rückenansicht mit Blick in die Kamera zeigt und welches sie dann, unterzeichnet mit ihrem selbstgewählten Vornamen Mildred, jedem als Andenken schenkte.
In der Serie Ratched (2020) wird eine junge Oberschwester Ratched von Sarah Paulson dargestellt.
Der Film Berlin Calling aus dem Jahr 2008 hat einige Parallelen zum Film. So ist McMurphy wie Ickarus im Gegensatz zu den anderen Patienten relativ normal, es gibt einen Patienten, der nicht spricht, und McMurphy schleust wie Ickarus Frauen zum Feiern in die Klinik.

## Kritiken
Einer flog über das Kuckucksnest gilt als Meisterwerk, was sich auch in den Auswertungen US-amerikanischer Aggregatoren widerspiegelt. So erfasst Rotten Tomatoes fast ausschließlich wohlwollende Besprechungen und ordnet den Film damit als „Verbrieft Frisch“ ein. Metacritic ermittelt aus den vorliegenden Bewertungen „Einhelliges Lob“. Es folgen einige repräsentative Pressestimmen:

„Der Film ist in vielen Teilen so gut, dass man geneigt ist, ihm das zu verzeihen, was verunglückt. Das geschieht allerdings, und zwar dort, wo die Story mit mehr Bedeutung beladen wird, als sie tragen sollte, sodass die menschlichen Qualitäten der Charaktere am Ende darin verlorengehen. Und doch gibt es da diese genialen Momente.“

„Verdient der Film das Prädikat ‚großartig‘ deswegen nicht, weil er manipulativ ist, oder gebührt es ihm, gerade weil er so herrlich manipulativ ist? Ich kann ihn durch beide Filter betrachten. Als eine gegen das Establishment gerichtete Parabel wird er dauerhaft populär bleiben, aber sein Erfolg geht auf Kosten Geisteskranker, die er zu witzigen Karikaturen macht.“

„Es ist Formans Verdienst, dass er die Patienten, obwohl sie an allen Arten von Psychosen leiden, nie zu Freaks herabwürdigt, sondern auf den ersten Blick kenntlich macht als Variationen unseres Ich, sollten wir je die Grenzen dessen überschreiten, was man ‚geistige Gesundheit‘ nennt.“

„Eine unterhaltsame Tragikomödie, überzeugend in der Schauspielerführung und Milieuzeichnung, zugleich aber fragwürdig in der eher oberflächlichen, auf Lach- und Schockeffekte spekulierenden Schilderung des ‚Irrsinns‘.“

„Das 1975 gedrehte Psychodrama brachte nicht nur dem aus der Tschechoslowakei geflohenen Miloš Forman den US-Durchbruch, sondern festigte auch Jack Nicholsons Status als nonkonformistischer Star. […] Das Ergebnis ist ein überragendes Werk, das sowohl komische als auch tragische Elemente gekonnt verbindet. Der Erfolg des Filmes ist vor allem dem genial aufspielenden Jack Nicholson zu verdanken, der McMurphy gekonnt von Moll bis Dur bis in die kleinste Nuance beherrscht. Einer flog über das Kuckucksnest wurde so zum finalen Höhepunkt des New Hollywood Cinema, dem amerikanischen Autorenkino der 1960er und 1970er Jahre, das bald durch die Flut anspruchsloser Blockbusterfilme zu einem jähen Ende kam.“

Das Heyne Filmlexikon (1996) gab dem Film die seltene Höchstwertung von fünf Sternen und nannte ihn eine „hintergründige Sozial-Groteske“, mit der Forman die „repressive Situation nicht nur in dieser Institution“ (nämlich einer Nervenklinik) angreife. Insgesamt listet They Shoot Pictures, Don’t They? Einer flog über das Kuckucksnest unter den angesehensten Werken der Filmgeschichte. Auch der Publikumszuspruch ist ungebrochen. So setzen ihn die Nutzer der Filmdatenbank IMDb auf Platz 19 ihrer Top 250 beliebtesten Filme.

## Auszeichnungen

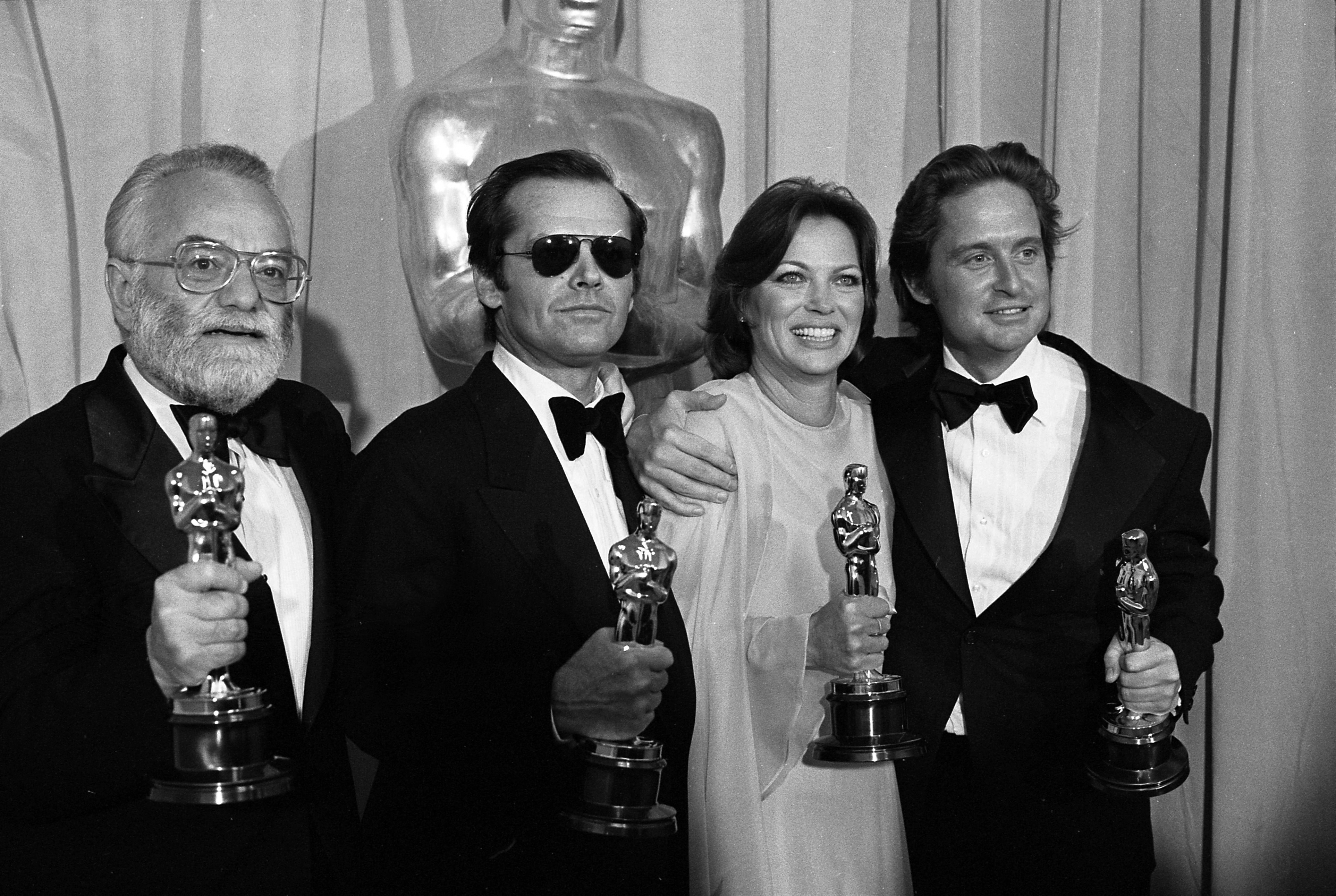
Saul Zaentz, Jack Nicholson, Louise Fletcher und Michael Douglas mit ihren Oscars für Einer flog über das Kuckucksnest, Academy Awards 1976, Foto: UCLA Library

- Oscar: Bester Film, Beste Regie (Miloš Forman), Bestes adaptiertes Drehbuch, Bester Hauptdarsteller (Jack Nicholson), Beste Hauptdarstellerin (Louise Fletcher).
Damit ist dies nach Es geschah in einer Nacht (1935) von Frank Capra der zweite Film, der in den fünf wichtigsten Kategorien – den Big Five – einen Oscar gewinnen konnte. Er war für neun Kategorien nominiert. Der nächste (und bis jetzt letzte) Film, dem das gelang, war Das Schweigen der Lämmer (1992).
- Britischer Filmpreis: Bester Film, Beste Regie, Bester Hauptdarsteller (Jack Nicholson), Beste Hauptdarstellerin (Louise Fletcher), Bester Nebendarsteller (Brad Dourif), Bester Schnitt
- Bodil: Bester nicht-europäischer Film
- Preis der Writers Guild of America: Bestes Drehbuch nach literarischer Vorlage
- Preis der Directors Guild of America: Beste Regie
- Golden Globe Award: Bester Film, Beste Regie, Bestes Drehbuch, Bester Hauptdarsteller (Jack Nicholson), Beste Hauptdarstellerin (Louise Fletcher), Bester Nachwuchsdarsteller (Brad Dourif)
- National Society of Film Critics: Bester Hauptdarsteller (Jack Nicholson)
- David di Donatello: Beste Regie, Bester Hauptdarsteller (Jack Nicholson)
- Nastro d’Argento: Beste Regie
- Los Angeles Film Critics Association Awards: Bester Film
- New York Film Critics Circle Award: Bester Hauptdarsteller (Jack Nicholson)
- National Board of Review: Bester Hauptdarsteller (Jack Nicholson)
- Im Jahr 1993 Aufnahme in das National Film Registry.

Der Film rangiert in einigen Listen des renommierten American Film Institutes:
- 1998: Platz 20 der 100 besten Filme aller Zeiten (2007: Platz 33)
- Die von Louise Fletcher verkörperte Rolle der Schwester Ratched erreichte Rang 5 der Top-50-Schurken.
- In der Liste der 100 meist inspirierenden Filme rangiert der Film auf Platz 17.

## DVD-Veröffentlichungen
- Einer flog über das Kuckucksnest. Deutsch (Mono), Englisch (Dolby Surround), Spanisch (Mono). Warner Home Video 2005
- Einer flog über das Kuckucksnest. Edition „Bester Film“. Special Edition (2 DVDs). Warner Home Video 2007